# Kannaland
La Municipalité de Kannaland (Kannaland Local Municipality) est une municipalité locale de la route des jardins dans la province du Cap-Occidental en Afrique du Sud. Le siège de la municipalité est situé dans la ville de Ladismith.

## Localités
Les principales villes et localités recensées de la municipalité sont :
| Villes et localités | Code   | Population | Superficie (km2) | Langue maternelle dominante |
| ------------------- | ------ | ---------- | ---------------- | --------------------------- |
| Calitzdorp          | 174005 | 4 284      | 26,33            | Afrikaans                   |
| Ladismith           | 174001 | 3 742      | 25,37            | Afrikaans                   |
| Nissenville         | 174002 | 3 385      | 0,44             | Afrikaans                   |
| Van Wyksdorp        | 174006 | 833        | 21,25            | Afrikaans                   |
| Zoar                | 174004 | 4 659      | 49,10            | Afrikaans                   |
| Zone rurale         | 174003 | 7 864      | 4 635,59         | Afrikaans                   |
| Total               | Total  | 24 767     | 4 758,08         | Afrikaans                   |

## Démographie

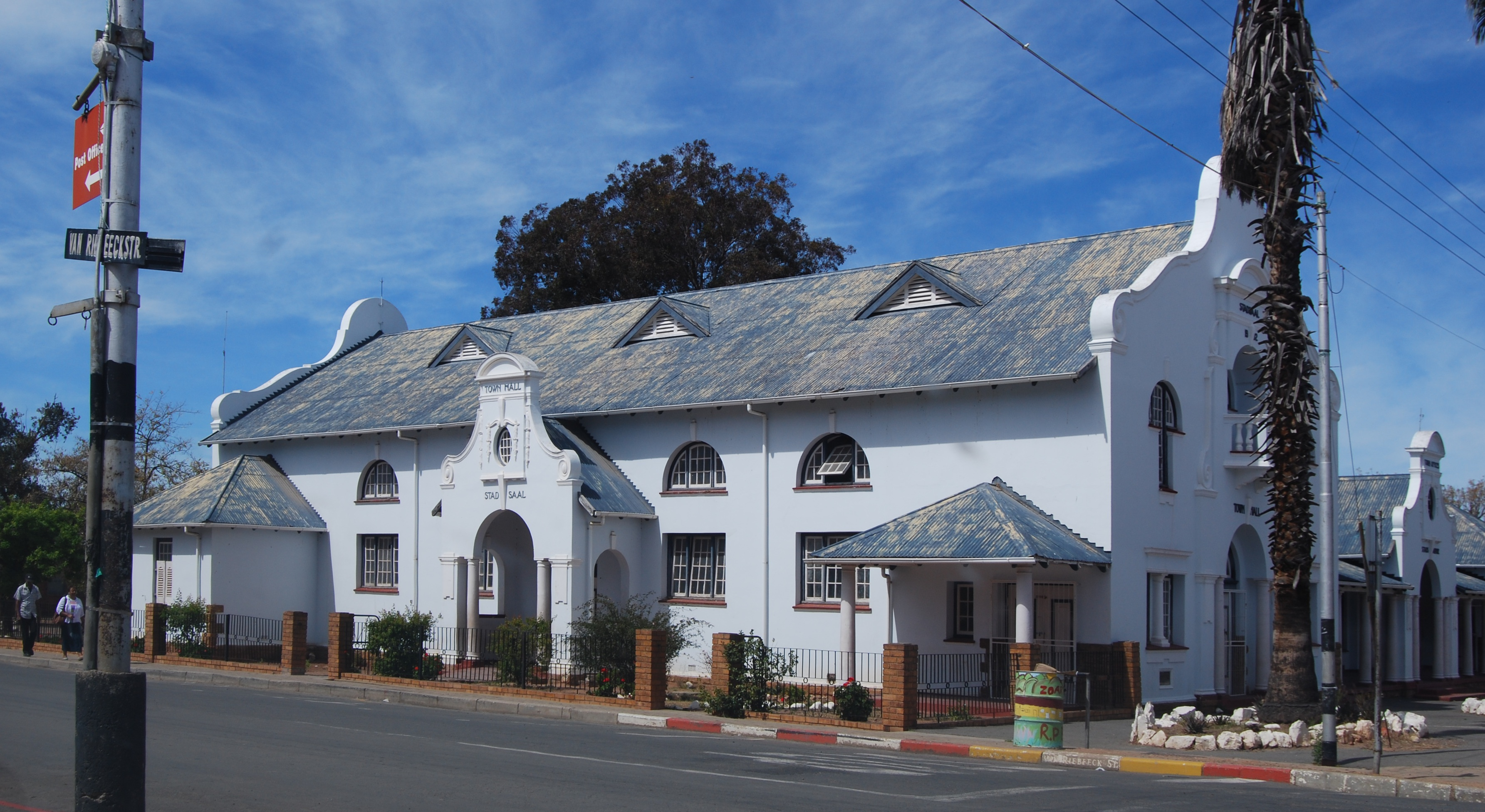
Hôtel de ville de Ladismith

Selon le recensement de 2011, les 24 767 résidents de la municipalité de Kannaland sont majoritairement issus de la population coloured (84,64 %). Les Blancs et les populations noires représentent respectivement 9,88 % et 4,67 % des habitants.

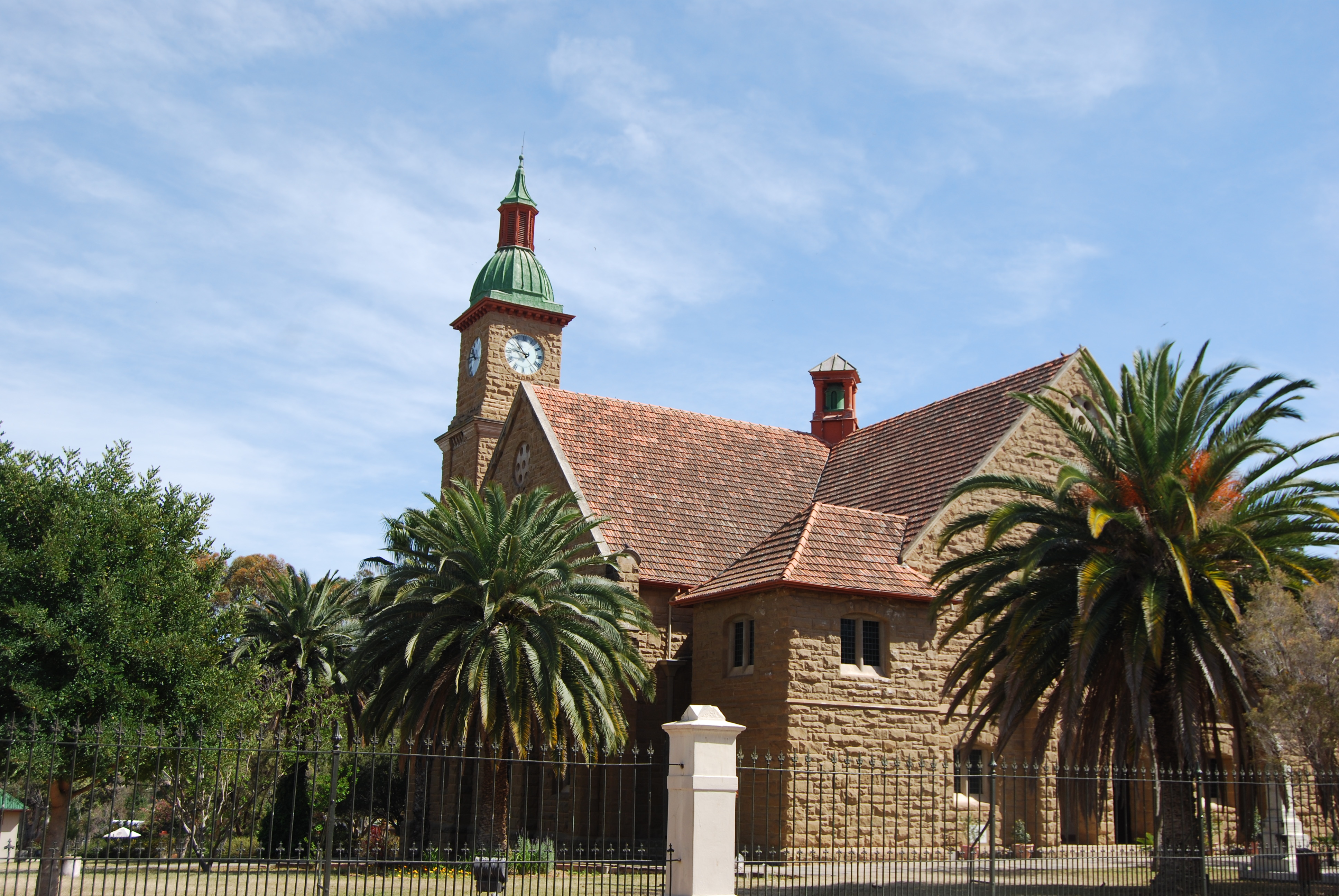
Église réformée hollandaise de Calitzdorp

Les habitants ont très majoritairement l'afrikaans pour langue maternelle (95,41 %).

## Historique
La municipalité locale de Kannaland a été constituée en 2000 à la suite de la réforme des gouvernements locaux.
Lors des élections municipales de 2016, ICOSA remporta 48,51 % des voix et trois sièges de conseillers municipaux contre 28,32 % des voix et deux sièges à l'Alliance démocratique (DA) et 21,83 % des voix et deux sièges au congrès national africain (ANC). Voulant contrer ICOSA, une coalition locale ANC-DA se constitua pour former une nouvelle majorité municipale. Cependant, les conseillers municipaux DA furent désavoués par les instances nationales de leur parti.

## Administration
La municipalité se compose de sept sièges de conseillers municipaux.

### Liste des maires
| Maires depuis 2000 | Parti politique du maire | Majorité municipale                                       | Terme                          |
| ------------------ | ------------------------ | --------------------------------------------------------- | ------------------------------ |
| Stefan Meyer       | PAC                      | PAC-DA (décembre 2000-mars 2001) PAC-ANC (mars-aout 2001) | décembre 2000-aout 2001        |
| Jeffrey Donson     | ANC                      | ANC-DA (2001-2002) ANC-NNP                                | 2001-2004                      |
| Magdalena Barry    | ANC                      | ANC (2004-2006) DA-ANC (mars-aout 2006)                   | 2004-2006                      |
| Ona Willemse       | DA                       | DA-ID-ICOSA                                               | aout 2006-septembre 2007       |
| Jeffrey Donson     | NPP                      | NPP (2007-2011) ICOSA-ANC (2011-2016)                     | 2007-2016                      |
| Magdalena Barry    | ANC                      | ANC-DA                                                    | aout 2016 - novembre 2021      |
| Jeffrey Donson     | ICOSA                    | ICOSA-ANC                                                 | 17 novembre 2021,-janvier 2022 |
| Nicolaas Valentyn  | ANC                      | pas de majorité contractuelle                             | janvier 2022-octobre 2022      |
| Jeffrey Donson     | ICOSA                    | ICOSA minoritaire                                         | depuis le 21 octobre 2022      |